# Villegar
Villegar es una localidad del municipio de Corvera de Toranzo (Cantabria, España). En el año 2016 contaba con una población de 112 habitantes (INE). La localidad se encuentra a 161 metros de altitud sobre el nivel del mar, y a un kilómetro de la capital municipal, San Vicente de Toranzo.